# Ettie Rout
Ettie Rout, död 1936, var en nyzeeländsk hälsoinspektör. 
Under första världskriget etablerade hon en grupp för frivilliga sjuksköterskor, New Zealand Volunteer Sisterhood, som motverkade könssjukdomar bland soldaterna genom inspektioner av bordeller och utdelning av preventivmedel.